# مريبيل دراقي اللون
مريبيل دراقي اللون (الاسم العلمي: Meripilus persicinus) هو نوع من الفطريات يتبع جنس المريبيل من الفصيلة المريبيلية.